# 塚山駅
塚山駅（つかやまえき）は、新潟県長岡市西谷にある、東日本旅客鉄道（JR東日本）信越本線の駅である。

## 歴史
- 1898年（明治31年）12月27日：北越鉄道の駅として開業[1][2]。
- 1907年（明治40年）8月1日：鉄道国有法に伴い、国鉄の駅となる。
- 1966年（昭和41年）12月27日：跨線橋が完成[3]。
- 1971年（昭和46年）12月1日：貨物の取り扱いを廃止[2]。
- 1984年（昭和59年）2月1日：荷物の扱いを廃止[2]。
- 1987年（昭和62年）4月1日：国鉄分割民営化により、JR東日本の駅となる[2]。
- 2004年（平成16年）10月23日：新潟県中越地震により、駅舎が損壊などの被害を受ける[1]。駅舎が老朽化していたこともあり、全面建て替えが決定。
- 2005年（平成17年）12月6日：新駅舎の供用を開始する。設計は第一建設工業株式会社。
- 2006年（平成18年）2月28日：駅舎が竣工する。
- 2015年（平成27年）
  - 6月1日：業務委託を解除し、無人化[4]。これに伴い、自動券売機がタッチパネル式からボタン式に変更。
    - 当初は同年4月1日より無人化の予定であったが[5]、定期券の購入者が多いという理由により、延期された[4]。

  - 年内：パークアンドライド駐車場を整備（長岡市地域公共交通総合連携計画に基づく）。
- 2017年（平成29年）
  - 8月：案内サインの更新に伴い、従来の3番線が2番線となる（従来の2番線はのりば番号の設定がなくなる）。
  - 年内：運行情報表示器を改札口に設置。

## 駅構造
単式ホーム2面2線を持つ地上駅である。1番線と2番線のホーム間は跨線橋で結ぶ構造で、旧2番線（中線）は保守車両専用のため本線との分岐器類は乗越し分岐器とされ、架線も撤去されている。また、駅北側には保守用車両用の側線と車庫が設けられている。
長岡駅管理の無人駅である。無人化される前までは業務委託駅で、出改札業務はジェイアール新潟ビジネスが運営していた。また、駅機能としては運行上「信号取扱駅」となっているが、駅の窓口業務（出改札）は2015年（平成27年）5月末日で終了し、以後は無人駅となっている。

### のりば
| 番線 | 路線      | 方向 | 行先             |
| ---- | --------- | ---- | ---------------- |
| 1    | ■信越本線 | 下り | 長岡・新潟方面   |
| 2    | ■信越本線 | 上り | 柏崎・直江津方面 |

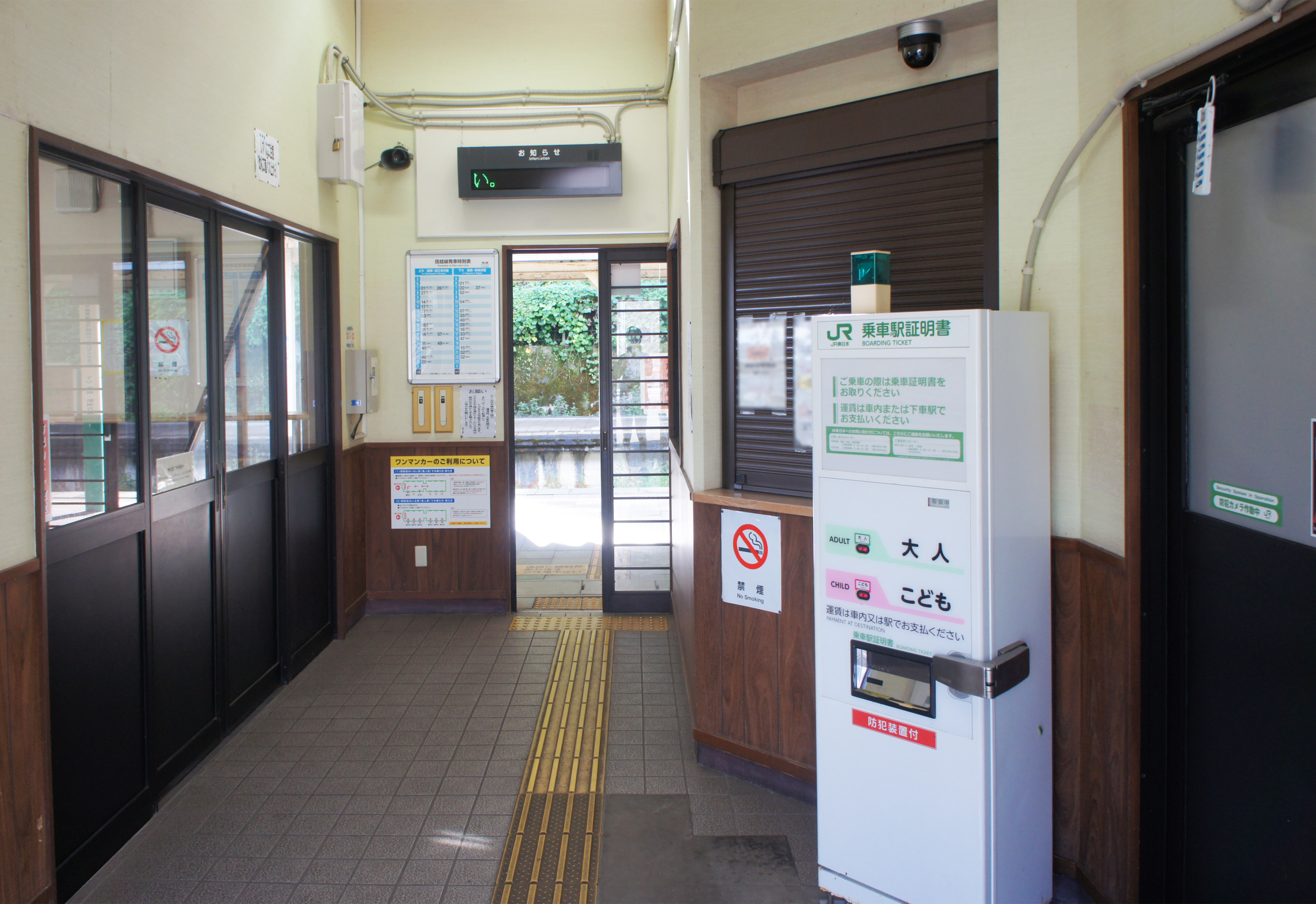
改札口（2021年9月）
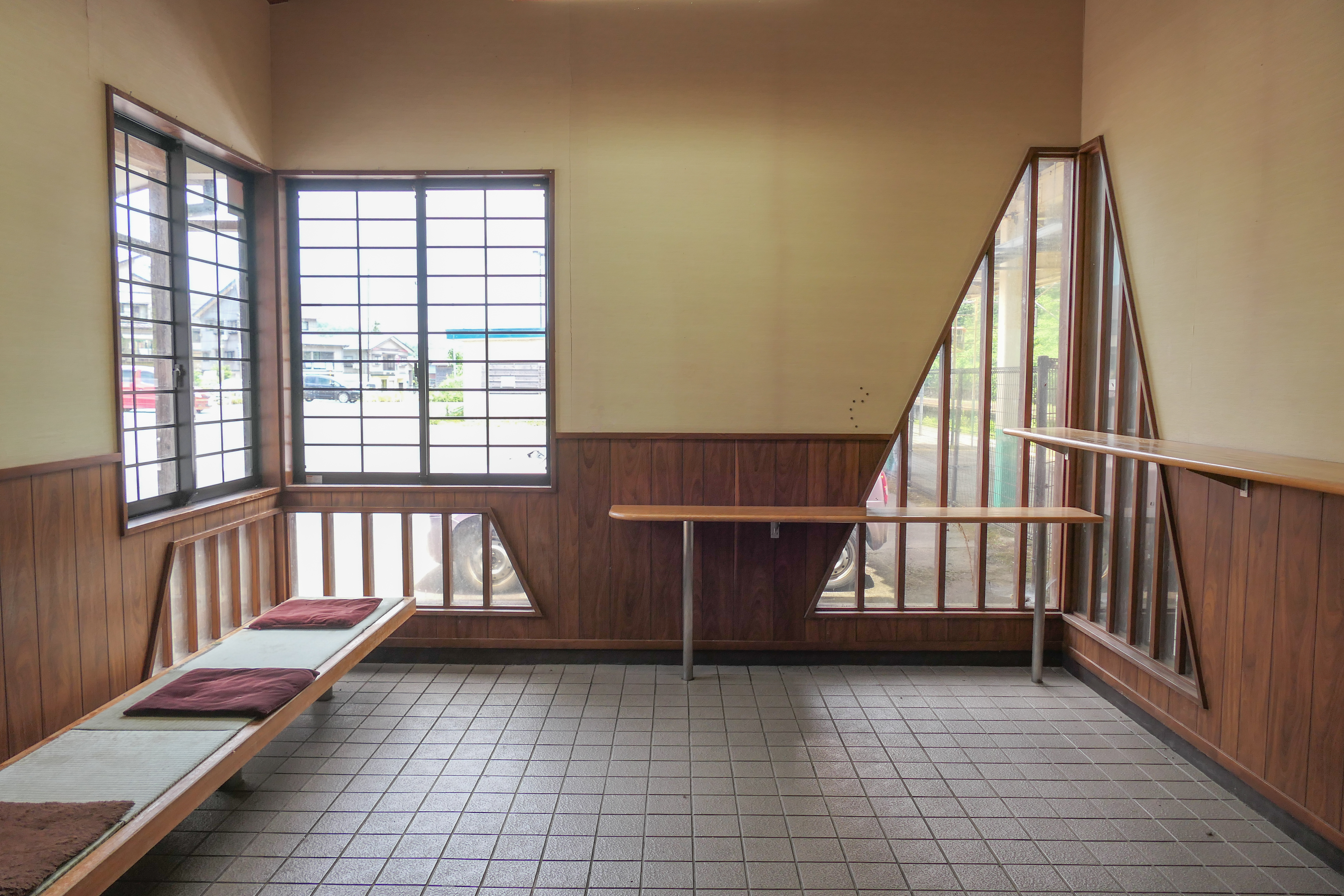
待合室（2022年7月）
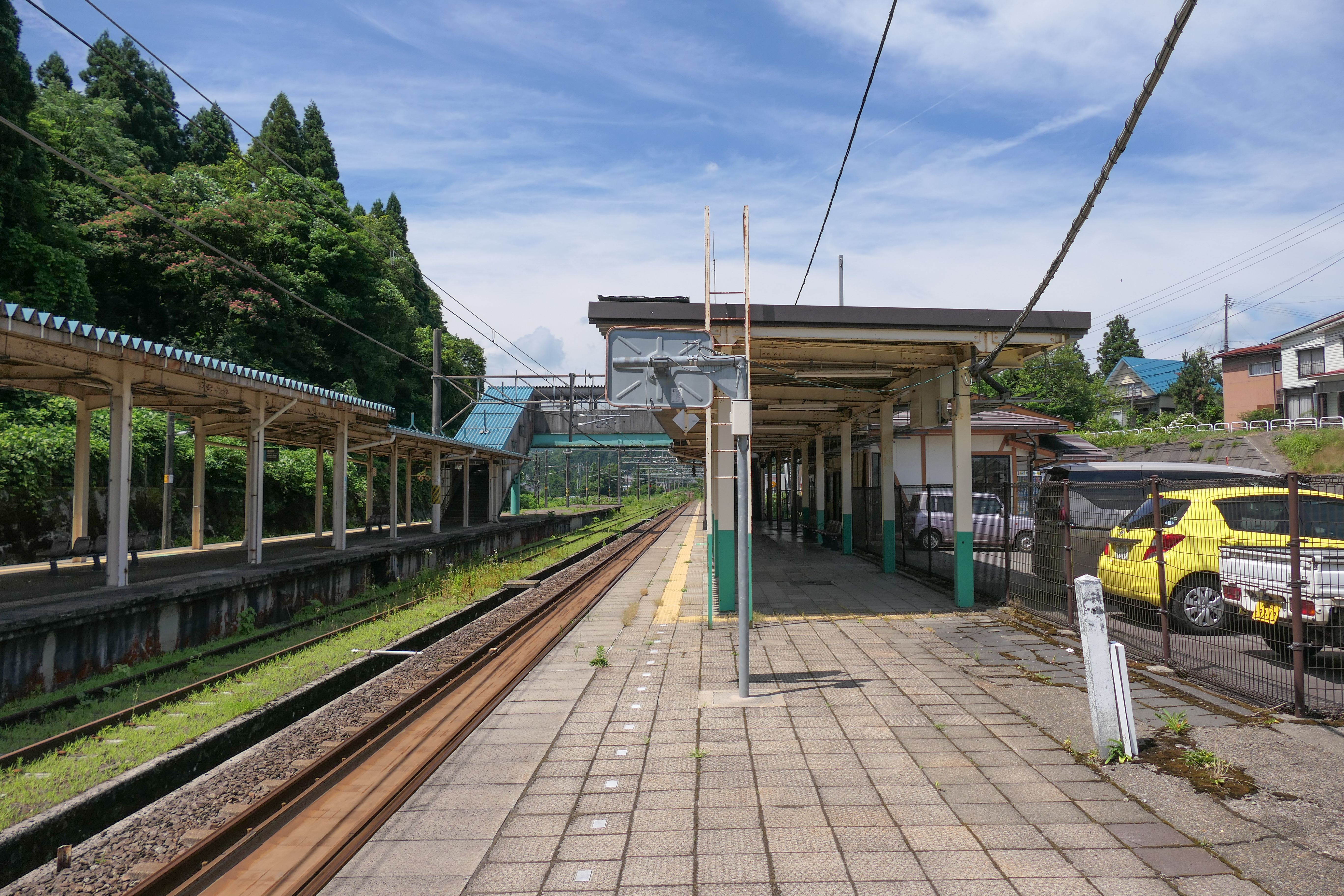
1番線ホーム（2022年7月）
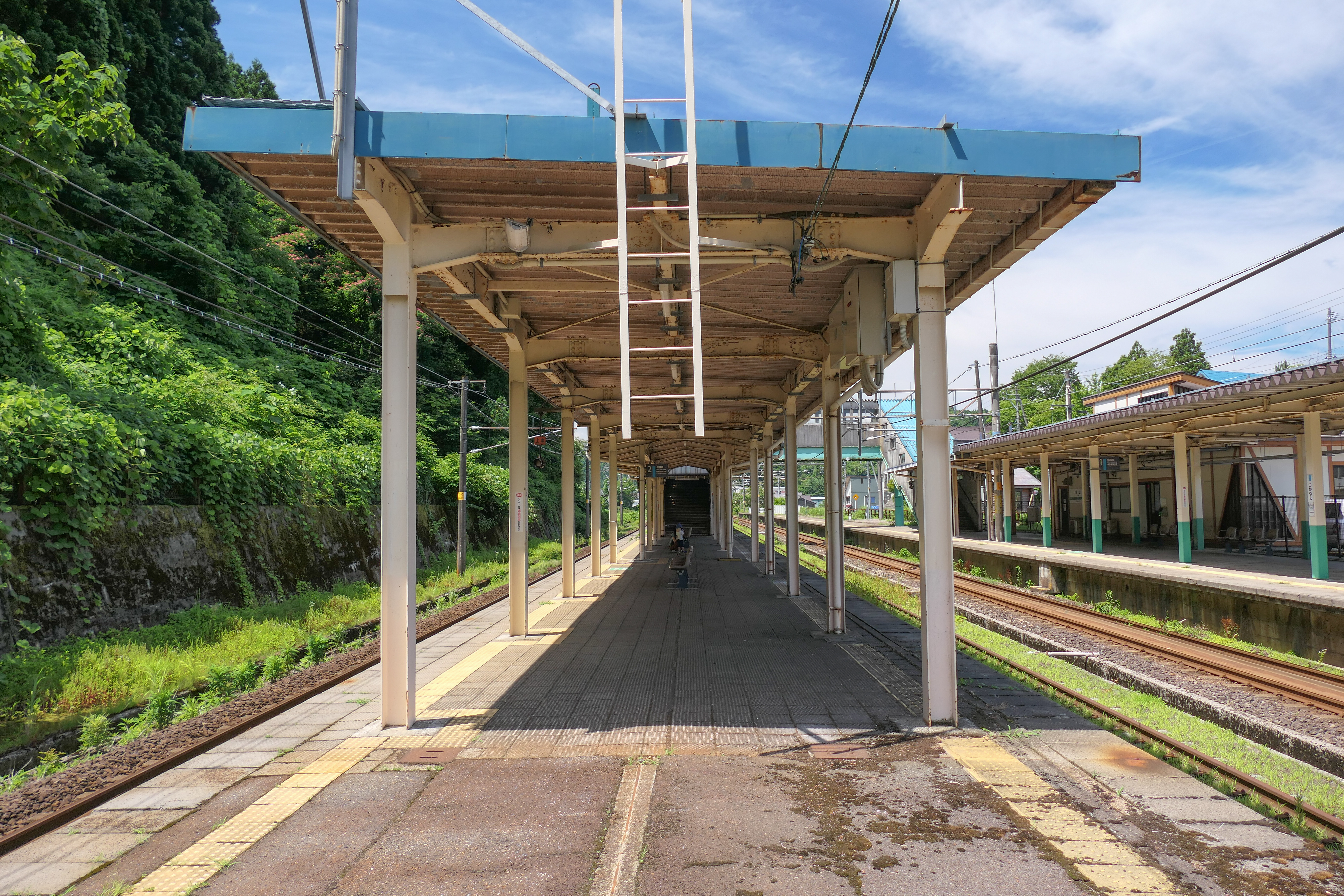
2番線ホーム（2022年7月）

## 利用状況
JR東日本によると、2000年度（平成12年度）- 2014年度（平成26年度）の1日平均乗車人員の推移は以下のとおりであった。
| 1日平均乗車人員推移 | 1日平均乗車人員推移 | 1日平均乗車人員推移 | 1日平均乗車人員推移 | 1日平均乗車人員推移 |
| 年度                | 定期外              | 定期                | 合計                | 出典                |
| ------------------- | ------------------- | ------------------- | ------------------- | ------------------- |
| 2000年（平成12年）  |                     |                     | 306                 | [ 利用客数 1 ]      |
| 2001年（平成13年）  |                     |                     | 318                 | [ 利用客数 2 ]      |
| 2002年（平成14年）  |                     |                     | 323                 | [ 利用客数 3 ]      |
| 2003年（平成15年）  |                     |                     | 305                 | [ 利用客数 4 ]      |
| 2004年（平成16年）  |                     |                     | 272                 | [ 利用客数 5 ]      |
| 2005年（平成17年）  |                     |                     | 268                 | [ 利用客数 6 ]      |
| 2006年（平成18年）  |                     |                     | 249                 | [ 利用客数 7 ]      |
| 2007年（平成19年）  |                     |                     | 249                 | [ 利用客数 8 ]      |
| 2008年（平成20年）  |                     |                     | 271                 | [ 利用客数 9 ]      |
| 2009年（平成21年）  |                     |                     | 253                 | [ 利用客数 10 ]     |
| 2010年（平成22年）  |                     |                     | 237                 | [ 利用客数 11 ]     |
| 2011年（平成23年）  |                     |                     | 224                 | [ 利用客数 12 ]     |
| 2012年（平成24年）  | 47                  | 187                 | 234                 | [ 利用客数 13 ]     |
| 2013年（平成25年）  | 46                  | 186                 | 233                 | [ 利用客数 14 ]     |
| 2014年（平成26年）  | 46                  | 163                 | 210                 | [ 利用客数 15 ]     |

## 駅周辺
駅周辺は塚山地区の集落。スポーツ用品メーカーの工場があるほか、観光地も点在する。また、ホタルの生息地も周辺に数箇所あり、夏季には「越路ほたるまつり」が行われる。
- 国道404号
- ヨネックス 新潟生産本部
- JA越後さんとう 塚山支店
- 塚山郵便局
- 三波春夫顕彰碑
- 長谷川邸
- 西谷鉱泉

## バス路線
駅前の「塚山駅前」バス停にて、越後交通の路線バスと長岡市越路地域循環バスが発着している。なお、信越本線から同市小国地域方面へはこの駅が最寄り駅となる。
- 小国車庫前行き
- 長岡駅大手口行き
- 長岡市越路地域循環バス「雪ぼたる号」

## その他
1980年（昭和55年）1月3日 - 6日まで、当時この区間で運転されていた急行列車のうち、「よねやま」号（直江津始発上野行き）が年始の3日間だけ停車駅となったことがある。

## 隣の駅
東日本旅客鉄道（JR東日本）
■信越本線
■快速
通過
■普通
長鳥駅 - 塚山駅 - 越後岩塚駅

### 記事本文
1. 1 2 3 4 5 6  『週刊 JR全駅・全車両基地』 14号 長野駅・新津駅・高田駅ほか、朝日新聞出版〈週刊朝日百科〉、2012年11月11日、23頁。
2. 1 2 3 4 5  石野哲（編）『停車場変遷大事典 国鉄・JR編 Ⅱ』JTB、1998年、585頁。ISBN 978-4-533-02980-6。
3. ↑  「モダンなコ線橋完成 塚山駅の名物に」『広報こしじ』(PDF)、越路町役場 越路公民館、1967年2月、2面。オリジナルの2022年1月12日時点におけるアーカイブ。2022年1月12日閲覧。
4. 1 2 3  「JR東日本からのお知らせ 塚山駅窓口業務終了日の変更について」『支所からのお知らせ こしじ』(PDF)、長岡市越路支所地域振興課、2015年3月、4面。オリジナルの2022年1月12日時点におけるアーカイブ。2022年1月12日閲覧。
5. 1 2  「信越本線塚山駅の窓口業務終了」『広報こしじ』(PDF)、長岡市越路支所地域振興課、2015年2月、3面。2025年5月5日閲覧。
6. 1 2  “JR東日本：駅構内図・バリアフリー情報（塚山駅）”.   東日本旅客鉄道. 2025年5月5日閲覧。
7. ↑  「来迎寺駅からお知らせ 年末・年始臨時列車運行表（運転日発駅基準）」『広報こしじ』(PDF)、越路町、1979年2月、5面。2025年5月5日閲覧。

### 利用状況
1. ↑  “各駅の乗車人員（2000年度）”.   東日本旅客鉄道. 2019年4月3日閲覧。
2. ↑  “各駅の乗車人員（2001年度）”.   東日本旅客鉄道. 2019年4月3日閲覧。
3. ↑  “各駅の乗車人員（2002年度）”.   東日本旅客鉄道. 2019年4月3日閲覧。
4. ↑  “各駅の乗車人員（2003年度）”.   東日本旅客鉄道. 2019年4月3日閲覧。
5. ↑  “各駅の乗車人員（2004年度）”.   東日本旅客鉄道. 2019年4月3日閲覧。
6. ↑  “各駅の乗車人員（2005年度）”.   東日本旅客鉄道. 2019年4月3日閲覧。
7. ↑  “各駅の乗車人員（2006年度）”.   東日本旅客鉄道. 2019年4月3日閲覧。
8. ↑  “各駅の乗車人員（2007年度）”.   東日本旅客鉄道. 2019年4月3日閲覧。
9. ↑  “各駅の乗車人員（2008年度）”.   東日本旅客鉄道. 2019年4月3日閲覧。
10. ↑  “各駅の乗車人員（2009年度）”.   東日本旅客鉄道. 2019年4月3日閲覧。
11. ↑  “各駅の乗車人員（2010年度）”.   東日本旅客鉄道. 2019年4月3日閲覧。
12. ↑  “各駅の乗車人員（2011年度）”.   東日本旅客鉄道. 2019年4月3日閲覧。
13. ↑  “各駅の乗車人員（2012年度）”.   東日本旅客鉄道. 2019年4月3日閲覧。
14. ↑  “各駅の乗車人員（2013年度）”.   東日本旅客鉄道. 2019年4月3日閲覧。
15. ↑  “各駅の乗車人員（2014年度）”.   東日本旅客鉄道. 2019年4月3日閲覧。